# Alex de Minaur
Alex de Minaur (pronunciat də_mɪˈnɔːr o Álex de Miñaur Román) (Sydney, 17 de febrer de 1999) és un tennista australià d'ascendència valenciana.

## Biografia
De Minaur va néixer a Sydney, fill de mare espanyola i pare uruguaià, té tres germans més petits (Dani, Cristina i Sara). La seva família es va traslladar a Alacant quan tenia cinc anys, al 2012 ell va tornar a Austràlia, però els seus pares van tornar novament a Espanya el 2016. De Minaur viu a les dues ciutats segons l'època de l'any, però manté un sentiment més fort cap a Austràlia, i per aquest motiu competeix sota aquesta bandera.
Va destacar en categoria júnior arribant al número 2 del rànquing mundial, sent finalista en el torneig de Wimbledon 2016 individualment, i campió de l'Open d'Austràlia 2016 en dobles.

## Palmarès

### Individual: 19 (10−9)
| Llegenda                          |
| --------------------------------- |
| Grand Slams (0−0)                 |
| ATP Finals (0−0)                  |
| ATP World Tour Masters 1000 (0−1) |
| ATP World Tour 500 (3−5)          |
| ATP World Tour 250 (7−3)          |

| Títols per superfície |
| --------------------- |
| Dura (8−8)            |
| Gespa (2−1)           |
| Terra batuda (0−0)    |

| Resultat  | Núm. | Data                   | Torneig                           | Superfície | Oponent              | Marcador                 |
| --------- | ---- | ---------------------- | --------------------------------- | ---------- | -------------------- | ------------------------ |
| Finalista | 1.   | 13 de gener de 2018    | Sydney, Austràlia                 | Dura       | Daniïl Medvédev      | 6−1, 4−6, 5−7            |
| Finalista | 2.   | 5 d'agost de 2018      | Washington DC, Estats Units       | Dura       | Alexander Zverev     | 2−6, 4−6                 |
| Finalista | −    | 10 de novembre de 2018 | Next Gen ATP Finals, Milà, Itàlia | Dura (i)   | Stéfanos Tsitsipàs   | 4−2, 1−4, 3−4(3), 3−4(3) |
| Guanyador | 1.   | 12 de gener de 2019    | Sydney                            | Dura       | Andreas Seppi        | 7−5, 7−6(5)              |
| Guanyador | 2.   | 28 de juliol de 2019   | Atlanta, Estats Units             | Dura       | Taylor Fritz         | 6−3, 7−6(2)              |
| Guanyador | 3.   | 29 de setembre de 2019 | Zhuhai, Xina                      | Dura       | Adrian Mannarino     | 7−6(4), 6−4              |
| Finalista | 3.   | 27 d'octubre de 2019   | Basilea, Suïssa                   | Dura (i)   | Roger Federer        | 2−6, 2−6                 |
| Finalista | −    | 9 de novembre de 2019  | Next Gen ATP Finals, Milà (2)     | Dura (i)   | Jannik Sinner        | 2−4, 1−4, 2−4            |
| Finalista | 4.   | 25 d'octubre de 2020   | Anvers, Bèlgica                   | Dura (i)   | Ugo Humbert          | 1−6, 6−7(4)              |
| Guanyador | 4.   | 13 de gener de 2021    | Antalya, Turquia                  | Dura       | Alexander Bublik     | 2−0, retirada            |
| Guanyador | 5.   | 26 de juny de 2021     | Eastbourne, Regne Unit            | Gespa      | Lorenzo Sonego       | 4−6, 6−4, 7−6(5)         |
| Guanyador | 6.   | 31 de juliol de 2022   | Atlanta (2)                       | Dura       | Jenson Brooksby      | 6−3, 6−3                 |
| Guanyador | 7.   | 5 de març de 2023      | Acapulco, Mèxic                   | Dura       | Tommy Paul           | 3−6, 6−4, 6−1            |
| Finalista | 5.   | 25 de juny de 2023     | Londres, Regne Unit               | Gespa      | Carlos Alcaraz       | 4−6, 4−6                 |
| Finalista | 6.   | 5 d'agost de 2023      | Los Cabos, Mèxic                  | Dura       | Stéfanos Tsitsipàs   | 3−6, 4−6                 |
| Finalista | 7.   | 13 d'agost de 2023     | Toronto, Canadà                   | Dura       | Jannik Sinner        | 4−6, 1−6                 |
| Finalista | 8.   | 18 de febrer de 2024   | Rotterdam, Països Baixos          | Dura (i)   | Jannik Sinner        | 5−7, 4−6                 |
| Guanyador | 8.   | 2 de març de 2024      | Acapulco (2)                      | Dura       | Casper Ruud          | 6−4, 6−4                 |
| Guanyador | 9.   | 16 de juny de 2024     | 's-Hertogenbosch, Països Baixos   | Gespa      | Sebastian Korda      | 6−2, 6−4                 |
| Finalista | 9.   | 9 de febrer de 2025    | Rotterdam (2)                     | Dura (i)   | Carlos Alcaraz       | 4−6, 6−3, 2−6            |
| Guanyador | 10.  | 27 de juliol de 2025   | Washington DC                     | Dura       | A. Davidovich Fokina | 5−7, 6−1, 7−6(3)         |

### Dobles masculins: 1 (1−0)
| Llegenda                          |
| --------------------------------- |
| Grand Slams (0−0)                 |
| ATP Finals (0−0)                  |
| ATP World Tour Masters 1000 (1−0) |
| ATP World Tour 500 (0−0)          |
| ATP World Tour 250 (0−0)          |

| Títols per superfície |
| --------------------- |
| Dura (1−0)            |
| Gespa (0−0)           |
| Terra batuda (0−0)    |

| Resultat  | Núm. | Data               | Torneig                  | Superfície | Parella             | Oponents                  | Marcador |
| --------- | ---- | ------------------ | ------------------------ | ---------- | ------------------- | ------------------------- | -------- |
| Guanyador | 1.   | 29 d'agost de 2020 | Cincinnati, Estats Units | Dura       | Pablo Carreño Busta | Jamie Murray Neal Skupski | 6−2, 7−5 |

### Equips: 2 (0−2)
| Resultat  | Núm. | Data                   | Torneig                     | Superfície | Equip                                                        | Oponents                                                                           | Marcador |
| --------- | ---- | ---------------------- | --------------------------- | ---------- | ------------------------------------------------------------ | ---------------------------------------------------------------------------------- | -------- |
| Finalista | 1.   | 27 de novembre de 2022 | Copa Davis, Màlaga, Espanya | Dura (i)   | Matthew Ebden Thanasi Kokkinakis Max Purcell Jordan Thompson | F. Auger-Aliassime Gabriel Diallo Alexis Galarneau Vasek Pospisil Denis Shapovalov | 0−2      |
| Finalista | 2.   | 26 de novembre de 2023 | Copa Davis, Màlaga (2)      | Dura (i)   | Matthew Ebden Alexei Popyrin Max Purcell Jordan Thompson     | Matteo Arnaldi Simone Bolelli Lorenzo Musetti Jannik Sinner Lorenzo Sonego         | 0−2      |

## Trajectòria

### Individual
| Open d'Austràlia | Q1  | 2R  | 1R    | 3R    | A     | 3R    | 4R | 4R | 4R | 0 / 7    | 14 – 7   |
| Roland Garros | A   | 1R  | 1R    | 2R    | 1R    | 2R    | 1R | 2R |    | 0 / 7    | 3 – 7    |
| Wimbledon | A   | Q2  | 3R    | 2R    | NC    | 1R    | 4R | 2R |    | 0 / 5    | 7 – 5    |
| US Open | A   | 1R  | 3R    | 4R    | QF    | 1R    | 3R | 4R |    | 0 / 7    | 14 – 7   |
| Total Victòries–Derrotes                                                                                                   | 0−0 | 2–5 | 28−23 | 41−20 | 13−10 | 25−25 |    |    |    | 111 – 84 | 111 – 84 |
| Rànquing a final d'any | 349 | 208 | 31    | 18    | 23    | 34    |    |    |    |          |          |
| Llegenda: G: Guanyador; F: Finalista; SF: Semifinalista; QF: Quarts de final; Q: Qualificació; A: Absent; RR: Round Robin; |     |     |       |       |       |       |    |    |    |          |          |